# Band of Angels (інвестори)
The Band of Angels була першою інвестиційною групою ангелів у високих технологіях у Сполучених Штатах. Сьогодні група залишається дуже активною з більш ніж 160 членами, які інвестують свій час і гроші у високотехнологічні стартапи . Учасники гурту заснували такі компанії, як Cirrus Logic, Symantec, SunPower, National Semiconductor і Logitech, а також були керівниками найвищого рівня провідних компаній Кремнієвої долини, зокрема Sun Microsystems, Hewlett Packard, Intel, 3Com та Intuit .  Про цю групу було написано багато статей, які з’являлися в таких періодичних виданнях, як The New York Times,  The Washington Post,  The Wall Street Journal, Upside, Red Herring,  Der Spiegel,  US News & World Report  і Forbes .  група також була представлений у двох тематичних дослідженнях Гарвардської школи бізнесу . 

## Загальна інформація
Учасники групи безпосередньо інвестують в угоди; немає об’єднання ресурсів чи голосування. З 1994 року учасники групи інвестували понад 186 мільйонів доларів у понад 200 стартапів. Тринадцять угод, представлених групі як початкові інвестиції, стали публічними компаніями; тільки вони повернули 240 мільйонів доларів готівкою учасникам групи, а 63 інші компанії в портфелі групи були придбані з метою прибутку.  Якщо припустити вихід після завершення терміну блокування, це відповідає річній внутрішній нормі прибутку (IRR) 53%.
Band of Angels активно інвестує в 16-22 угоди на рік, а також у багато подальших пропорційних інвестицій у поточні портфельні компанії. Вона незмінно входить до 10 найактивніших венчурних капіталів у щорічному списку 100 найкращих згідно з журналом Entrepreneur Magazine .  Група спеціалізується на різноманітних венчурних інвестиціях на їхніх ранніх стадіях. Портфоліо розподілено між біотехнологією, напівпровідниками, мережами, телекомунікаціями, медичними приладами, корпоративним програмним забезпеченням, Інтернетом, високотехнологічними послугами та навіть промисловими компаніями. Кожна інвестиція отримує активну участь після угоди від учасника групи, включаючи приєднання до ради директорів, де це можливо.
Забезпечення фінансування від групи є конкурентним. Щомісяця приблизно 50 угод подаються на фінансування від групи. Кожна надіслана угода розглядається та аналізується 6 експертами в даній області; десять найкращих компаній, які щомісяця подають заявки, запрошуються на особисту співбесіду, а три найкращі з цієї групи потім запрошуються виступити на наступній вечері групи. Як правило, шанси отримати фінансування після виступу перед групою становлять 1/3.
Групу заснував Джей. Сі. Ганс Северієнс, а нинішнім головою є д-р Ян Собескі.
У 2004 році Асоціація ангельського капіталу заснувала премію Ганса Северієнса, щоб щорічно відзначати одну особу за видатні досягнення в просуванні ангельського інвестування.

## Дивись також
- Глен Маклафлін